# Zabrotes densus
Zabrotes densus är en skalbaggsart som beskrevs av Horn 1885. Zabrotes densus ingår i släktet Zabrotes och familjen bladbaggar. Inga underarter finns listade i Catalogue of Life.